# Agraecia sansibara
Agraecia sansibara är en insektsart som beskrevs av Ludwig Redtenbacher 1891. Agraecia sansibara ingår i släktet Agraecia och familjen vårtbitare. Inga underarter finns listade i Catalogue of Life.